# Eupagia robertsoni
Eupagia robertsoni là một loài bướm đêm trong họ Geometridae.